# 고이정 (지바현)
고이정(五井町)은 지바현 이치하라군에 일찍이 존재했던 정이다. 현재의 이치하라시 북동부에 해당한다.

## 역사
- 1889년 4월 1일 - 정촌제 시행에 수반해 이치하라군 고이촌이 성립하였다.
- 1891년 5월 20일 - 정으로 승격해 고이정이 되었다.
- 1954년 11월 3일 - 고이정, 도카이촌과 합병해 새로운 고이정이 성립하였다.
- 1955년 3월 20일 - 고이정, 지구사촌과 합병해 새로운 고이정이 성립하였다.
- 1963년 5월 1일 - 이치하라정, 산와정, 아네사키정, 시즈정과 합병해 이치하라시가 되어 소멸하였다.

## 교통

### 철도
- 일본국유철도 (→ 동일본 여객철도)
  - 우치보선
- 고미나토 철도
  - 고미나토 철도선
- 게이요 임해철도
  - 린카이 본선

## 참고문헌
- 市原のあゆみ[要文献特定詳細情報]
- 小沢治郎左衛門『上総国町村誌 第一編』1889年。NDLJP:763698。
- 千葉県市原郡教育会『千葉県市原郡誌』千葉県市原郡、1916年。NDLJP:951002。
- 『明治22年千葉県町村分合資料 七 市原郡町村分合取調』1889年。

## 관련링크
- 『千葉県市原郡誌』第二部 町村誌「五井町」 NDLJP:951002/316
- 千葉県市原郡五井町 (12B0090006) - 歴史的行政区域データセットβ版